# Kemer (Landkreis, Antalya)
Kemer ist ein Landkreis der türkischen Provinz Antalya und zusammen mit der Stadt Kemer gleichzeitig ein Stadtbezirk der 1993 geschaffenen Büyükşehir belediyesi Antalya (Großstadtgemeinde/Metropolprovinz). Er grenzt im Norden an Konyaaltı und im Westen an Kumluca.
Seit einer Gebietsreform 2014 ist der Landkreis flächen- und einwohnermäßig identisch mit der Kreisstadt, alle ehemaligen Dörfer und Gemeinden des Kreises  wurden Ortsteile der Stadt.
Kemer ist wegen seiner 52 km langen Küste, an der sich zahllose Hotels befinden, als Urlauberort bekannt.

## Sehenswürdigkeiten

### Natürliche Sehenswürdigkeiten
- Bucht von Adrasan – ein zwei Kilometer langer Strand
- Das Dorf Çıralı und der vier Kilometer lange Strand
- Üç Adalar (Drei Inseln) – ein populäres Tauchgebiet
- Die Göynük-Schlucht
- İkiz Kayalar (Zwillingsfelsen)
- Das Dorf Ulupınar mit den Bergwasserquellen
- Olimpos-Beydağları-Nationalpark
- Die Höhlen in der Gegend von Beldibi
- Der Weitwanderweg Lykischer Weg

### Historische Stätten
- Chimaira – Ein Berghang, an dem unterirdische Gasvorkommen brennend zu Tage treten
- Die antiken Städte Phaselis und Olympos
- In Kemer selbst gibt es Überreste der antiken Stadt Idryos, eine byzantinische Kirche und ein seldschukisch-türkisches Jagdhaus